# ジャック・カテラル
ジャック・カテラル（Jack Catterall、1993年7月1日 - ）は、イギリスのプロボクサー。ランカシャー・チョーリー出身。ジャック・カットラルとも表記される。左ボクサーファイター。

## 来歴
2012年9月22日、プロデビュー戦を行い4回判定勝ち。

### スーパーライト級
2014年7月26日、マンチェスターのマンチェスター・アリーナにてネイサン・ブロフと英国中部スーパーライト級王座決定戦を行い、2回58秒TKO勝ちを収め王座獲得に成功した。
2014年10月25日、リヴァプールのリヴァプール・アリーナにてトム・ストーカーとWBOヨーロピアンスーパーライト級王座決定戦を行い、8回2分48秒TKO勝ちを収め王座獲得に成功した。
2015年3月6日、リヴァプールのリヴァプール・アリーナにてセサール・デビッド・イナレフとWBOインターコンチネンタルスーパーライト級王座決定戦を行い、5回1分3秒TKO勝ちを収め王座獲得に成功した。
2017年10月21日、リーズのファースト・ダイレクト・アリーナにて英国スーパーライト級王者タイロン・ナースと英国同級タイトルマッチを行い、12回3-0の判定勝ちを収め王座獲得に成功した。
2022年2月26日、グラスゴーのThe SSE HydroにてWBA・WBC・IBF・WBO世界スーパーライト級統一王者のジョシュ・テイラーとWBA・WBC・IBF・WBO世界同級タイトルマッチを行い、8回にダウンを奪うも12回1-2（113-112、111-114、112-113）の僅差の判定負けでキャリア初黒星を喫するとともに四団体王座獲得に失敗した。しかし、殆どのイギリス人トップボクサーがカテラルの勝利を支持するなど物議を醸し、英国ボクシング管理委員会も調査に乗り出した。また、カテラルもSNSで「何が一番辛いか分かるか？これは俺のためではなく、家族、チーム、故郷、母国のためだった」「パウンド・フォー・パウンドのトップファイターと戦うため全てを犠牲にし、奴にレッスンを与えた。ボクシング、ジャッジ、恥を知れ。夢が盗まれた」 と怒りを露わにした。
2023年5月27日、マンチェスターのマンチェスター・アリーナにてダラー・フォーリーとWBAインターコンチネンタルスーパーライト級王座決定戦を行い、10回3-0の判定勝ちを収め王座獲得に成功した。
2023年10月21日、リヴァプールのリヴァプール・アリーナにて元世界3階級制覇王者ホルヘ・リナレスと対戦し、12回3-0の判定勝ちを収めWBAインターコンチネンタル王座の初防衛に成功した。
2024年5月25日、リーズのファースト・ダイレクト・アリーナにてWBO世界スーパーライト級5位の元WBA・WBC・IBF・WBO世界同級統一王者ジョシュ・テイラーと約2年3カ月ぶりに再戦し、12回3-0（117-111×2、116-113）の判定勝ちを収め雪辱を果たした。
2024年10月26日、マンチェスターのCo-op Liveにて元WBC世界スーパーライト級王者ならびにWBA・IBF・WBO世界同級7位、WBC世界同級12位のレジス・プログレイスとWBOインターナショナル同級王座決定戦を行い、12回3-0（116-109×2、117-108）の判定勝ちを収め王座獲得に成功した。
2025年2月14日、マンチェスターのCo-op LiveにてWBO世界スーパーライト級1位のアーノルド・バルボサ・ジュニアとWBO暫定世界スーパーライト級王座決定戦を行うも、12回1-2（115-113、113-115×2）の判定負けを喫し王座獲得に失敗した。当初、この試合はWBO世界同級挑戦者決定戦として行われる予定であったが、WBO世界同級王者テオフィモ・ロペスのトップランク社との契約トラブルやスブリエル・マティアスの指名防衛戦の交渉決裂といった不運が重なりロペスの復帰時期が不透明となったため、WBOはバルボサとカテラルの試合を先述の理由に伴う暫定王座決定戦に昇格し、ロペスに対して試合後180日以内に勝者と王座統一戦を行うよう指令していた。

### ウェルター級
2025年7月5日、マンチェスターのマンチェスター・アリーナにて元WBA世界ミドル級暫定王者クリス・ユーバンク・ジュニアの従兄弟でIBFインターコンチネンタルウェルター級王者およびWBC世界同級14位のハーレム・ユーバンクとWBOインターナショナル同級王座決定戦およびIBFインターコンチネンタル同級タイトルマッチを行い、6回で偶然のバッティングによりカテラルが右目上をカットし出血。7回開始時にドクターチェックが行われたがドクターストップで試合続行不可となり、7回3-0（69-66×2、69-65）の負傷判定勝ちを収め両王座獲得に成功、スーパーライト級に次ぐWBOインターナショナル王座の2階級制覇を果たした。

## 戦績
- プロボクシング：33戦 31勝 (13KO) 2敗

| 戦           | 日付           | 勝敗 | 時間    | 内容         | 対戦相手                                       | 国籍           | 備考                                                                                            |
| ------------ | -------------- | ---- | ------- | ------------ | ---------------------------------------------- | -------------- | ----------------------------------------------------------------------------------------------- |
| 1            | 2012年9月22日  | ☆    | 4R      | 判定         | カール・アレン                                 | イギリス       | プロデビュー戦                                                                                  |
| 2            | 2012年12月14日 | ☆    | 1R 1:46 | TKO          | ジョニー・グリーブス                           | イギリス       |                                                                                                 |
| 3            | 2013年3月9日   | ☆    | 4R      | TKO          | カール・アレン                                 | イギリス       |                                                                                                 |
| 4            | 2013年4月27日  | ☆    | 4R      | 判定         | マーク・マクレイ                               | イギリス       |                                                                                                 |
| 5            | 2013年6月7日   | ☆    | 2R 1:53 | KO           | トム・プライス                                 | イギリス       |                                                                                                 |
| 6            | 2013年11月22日 | ☆    | 6R      | 判定         | レナルド・ガリド                               | フランス       |                                                                                                 |
| 7            | 2014年3月8日   | ☆    | 5R 1:38 | TKO          | アレクサス・ヴァセリス                         | リトアニア     |                                                                                                 |
| 8            | 2014年5月10日  | ☆    | 8R      | 判定         | クリストフ・ソット                             | ポーランド     |                                                                                                 |
| 9            | 2014年7月26日  | ☆    | 2R 0:58 | TKO          | ネイサン・ブロフ                               | イギリス       | 英国中部スーパーライト級王座決定戦                                                              |
| 10           | 2014年10月25日 | ☆    | 8R 2:48 | TKO          | トム・ストーカー                               | イギリス       | WBOヨーロピアンスーパーライト級王座決定戦                                                       |
| 11           | 2015年3月6日   | ☆    | 5R 1:03 | TKO          | セサール・デビッド・イナレフ                   | アルゼンチン   | WBOインターコンチネンタルスーパーライト級王座決定戦                                             |
| 12           | 2015年7月11日  | ☆    | 6R 1:20 | TKO          | ガブリエル・フェルナンド・プナレフ・カルフィン | アルゼンチン   | WBOインターコンチネンタル防衛1                                                                  |
| 13           | 2015年10月10日 | ☆    | 10R     | 判定3-0      | ヤルコ・プトコネン                             | フィンランド   | WBOインターコンチネンタル防衛2                                                                  |
| 14           | 2015年12月19日 | ☆    | 3R 2:58 | TKO          | ノエ・ヌネス                                   | メキシコ       | WBOインターコンチネンタル防衛3                                                                  |
| 15           | 2016年5月13日  | ☆    | 12R     | 判定3-0      | ジョー・ヒューズ                               | イギリス       | WBOインターコンチネンタル防衛4                                                                  |
| 16           | 2016年8月12日  | ☆    | 8R      | 判定         | ルカシュ・ヤニク                               | ポーランド     |                                                                                                 |
| 17           | 2016年12月3日  | ☆    | 10R     | 判定3-0      | ディエゴ・ゴンサロ・ルケ                       | アルゼンチン   | WBOインターコンチネンタル防衛5                                                                  |
| 18           | 2019年6月8日   | ☆    | 3R 1:40 | TKO          | マーティン・ゲシン                             | イギリス       | WBOインターコンチネンタル防衛6                                                                  |
| 19           | 2017年10月21日 | ☆    | 12R     | 判定3-0      | タイロン・ナース                               | イギリス       | 英国スーパーライト級タイトルマッチ                                                              |
| 20           | 2018年3月31日  | ☆    | 1R 2:12 | KO           | ケビン・マッコーリー                           | イギリス       |                                                                                                 |
| 21           | 2018年5月19日  | ☆    | 1R 1:47 | TKO          | クリストファー・セビア                         | フランス       | WBOインターコンチネンタル防衛7                                                                  |
| 22           | 2018年6月30日  | ☆    | 12R     | 判定3-0      | タイロン・マッケンナ                           | アイルランド   | WBOインターコンチネンタル防衛8                                                                  |
| 23           | 2018年10月6日  | ☆    | 12R     | 判定3-0      | オハラ・デービス                               | イギリス       | WBOインターコンチネンタル防衛9                                                                  |
| 24           | 2019年4月27日  | ☆    | 3R 1:12 | KO           | オスカル・アマドール                           | ニカラグア     |                                                                                                 |
| 25           | 2019年11月22日 | ☆    | 10R     | 判定3-0      | ティモ・シュワルツコフ                         | ドイツ         |                                                                                                 |
| 26           | 2020年11月28日 | ☆    | 10R     | 判定         | アブデラザク・ホーヤ                           | フランス       |                                                                                                 |
| 27           | 2022年2月26日  | ★    | 12R     | 判定1-2      | ジョシュ・テイラー                             | イギリス       | WBA・WBC・IBF・WBO世界スーパーライト級タイトルマッチ                                            |
| 28           | 2023年5月27日  | ☆    | 10R     | 判定3-0      | ダラー・フォーリー                             | アイルランド   | WBAインターコンチネンタルスーパーライト級王座決定戦                                             |
| 29           | 2023年10月21日 | ☆    | 12R     | 判定3-0      | ホルヘ・リナレス                               | ベネズエラ     | WBAインターコンチネンタル防衛1                                                                  |
| 30           | 2024年5月25日  | ☆    | 12R     | 判定3-0      | ジョシュ・テイラー                             | イギリス       |                                                                                                 |
| 31           | 2024年10月26日 | ☆    | 12R     | 判定3-0      | レジス・プログレイス                           | アメリカ合衆国 | WBOインターナショナルスーパーライト級王座決定戦                                                 |
| 32           | 2025年2月15日  | ★    | 12R     | 判定1-2      | アーノルド・バルボサ・ジュニア                 | アメリカ合衆国 | WBO暫定世界スーパーライト級王座決定戦                                                           |
| 33           | 2025年7月5日   | ☆    | 7R      | 負傷判定 3-0 | ハーレム・ユーバンク                           | イギリス       | WBOインターナショナルウェルター級王座決定戦 IBFインターコンチネンタルウェルター級タイトルマッチ |
| テンプレート |                |      |         |              |                                                |                |                                                                                                 |

## 獲得タイトル
- 英国中部スーパーライト級王座
- WBOヨーロピアンスーパーライト級王座
- WBOインターコンチネンタルスーパーライト級王座
- 英国スーパーライト級王座
- WBAインターコンチネンタルスーパーライト級王座
- WBOインターナショナルスーパーライト級王座
- IBFインターコンチネンタルウェルター級級王座
- WBOインターナショナルウェルター級王座